# Неаполитански език
Неаполитанският език е романски език, говорен основно в Неапол в Италия и в близките му региони, както и сред някои емигрантски общности извън страната. През 1976 г. хората, говорещи неаполитански като майчин език, наброяват 7 047 399. Езикът няма статут на официален и не се изучава в училище.

## Класификация
Неаполитанският език се смята за итало-далматински език. Както всички говори на Апенинския полуостров произлиза от разговорния латински език. Тъй като Неапол е предимно гръкоезичен до 8 век, то със сигурност се наблюдава и гръцко влияние, макар че то не е достатъчно проучено.
Може да се приеме, че книжовният италиански и неаполитанският са взаимно разбираеми, но съществуват някои съществени разлики. Най-важните от тях са описани по-долу.

## Фонетични особености
- Ротацизъм на /d/ в началото на думата или между гласни: roje (две), ruje (два) вместо due; veré (гледам) вместо vedere, Maronna вместо Madonna. Ротацизмът невинаги се отбелязва в писмената реч.
- Произношение на /nd/ като /nn/: munno (свят), итал. mondo, quanno (кога), итал. quando.
- Произношение на /mb/ като /mm/: tammuro (барабан), итал. tamburo.

## Граматични особености
- Поради изпадането на крайната гласна много съществителни имена имат еднакво произношение в единствено и множествено число. Различават се според определителния член или синтаксиса, или чрез глаголната форма. Други съществителни имена имат различна форма за множествено число, при която се променя гласната под ударение, например ò cartone (кутия) –  è cartune(кутии).
- По същия начин се образува мъжки и женски род на прилагателните имена: rossa (червена) – russo (червен).
- Съществуват форми за среден род, какъвто в италиански отсъства, например, o' niro (негър) – o' nniro (черно).
- Притежателните местоимения понякога се сливат със съществителното име: fràtemo (брат ми), sòreta (сестра ти), но 'o sole mio (слънце мое), a' sora soja (сестра му/й).
- Макар че в романските езици не е позволено да се използва неопределителен член пред притежателно местоимение касаещо одушевено лице, в неаполитанския съществуват форми като ń'ammico a mme (сравни френски un ami à moi – един мой приятел).
- За разлика от италианския език, като спомагателен глагол при образуването на сложни времена на непреходните глаголи се използва „avere“ (avé) вместо „essere“ – aggio juto, aggio venuto
- По подобие на испански език за указване на притежание се използва само глаголът tènere или tené, вместо avere.
- Прякото допълнение, отнасящо се до лица, се образува като непряко с помощта на предлога а: aggio visto a Pascale (видях Паскале), но aggio visto 'nu chiuovo (видях пирон).
- Вместо глагол dovere се използва изразът avere da (имам да), например aggia fà (имам да правя).
- По същия начин се образува и бъдеще време: adda venì (ще дойде).

## Речник
Речниковият състав отразява историята на Неапол. Има много заемки от испански език (предимно каталонски диалект), както и от английски и арабски.